# Archivos Arolsen
Archivos Arolsen, antes denominado Servicio Internacional de Búsqueda (ITS, por su sigla en inglés, International Tracing Service), en alemán Internationaler Suchdienst, en francés Service International de Recherches, שירות האיתור הבינלאומי en hebreo, y situado en Bad Arolsen, Alemania, es un centro gobernado internacionalmente de documentación, información e investigación sobre la persecución nazi, trabajo forzado y el Holocausto nazi en Alemania y las regiones ocupadas. El archivo contiene aproximadamente 30 millones de documentos de campos de concentración, detalles de los trabajos forzados, y archivos sobre personas desplazadas. El archivo conserva los documentos originales que clarifican el destino de las personas perseguidas por los nazis. Los archivos son accesibles a investigadores desde 2007.

## Historia
El archivo fue creado por las fuerzas aliadas tras la Segunda Guerra Mundial para ayudar a reunir a las familias dispersas por el conflicto y localizar a sus miembros extraviados. Los aliados proporcionaros al ITS millones de documentos recuperados o incautados a los alemanes durante la guerra, y posteriormente se incorporaron más documentos, tanto originales como copias, de diverso origen.
La supervisión del archivo está a cargo de una comisión internacional con representantes de once países (Alemania, Bélgica, Estados Unidos, Francia, Grecia, Israel, Italia, Luxemburgo, Países Bajos, Polonia y Reino Unido), y desde 2013 está administrado por un director nombrado por esta comisión.
El archivo alberga más de 190 millones de imágenes digitalizadas de documentos relativos a millones de víctimas del nazismo, personas deportadas, arrestadas, asesinadas o utilizadas como mano de obra forzosa o esclava así como de personas desplazadas que no pudieron volver a sus lugares de origen al acabar la guerra.
A partir del año 2019 ha pasado a denominarse Archivos Arolsen.